# العلاقات اليمنية العمانية
العلاقات اليمنية العمانية هي العلاقات الثنائية بين الحكومة اليمنية والحكومة العمانية.
علاقة اليمن بعمان جيدة بإستثناء اليمن الجنوبي الذي دعم ثورة ظفار ضد النظام السلطاني القائم في عمان فكانت علاقات اليمن الجنوبي متوترة مع جيرانه بسبب توجهه الماركسي